# أوسبي: إنجيل جديد
أوسبي: إنجيل جديد (بالإنجليزية: Oahspe: A New Bible)‏ كتابٌ كتبه طبيب أسنان أمريكي يدعى جون بالو نيوبرو (1828–1891)، ادعى أنه وحيٌ جديدٌ من الله وأنتجه بالكتابة اللأوتوماتيكية، ونُشر عام 1882.